# Pseudohadena chenopodiphaga
Pseudohadena chenopodiphaga är en fjärilsart som beskrevs av Jules Pièrre Rambur 1832. Pseudohadena chenopodiphaga ingår i släktet Pseudohadena och familjen nattflyn. Inga underarter finns listade.